# Wolfhard Winkelmüller
Wolfhard Winkelmüller (* 31. Mai 1938 in Emden) ist ein deutscher Neurochirurg.

## Werdegang
In Minden/Westfalen aufgewachsen, legte Winkelmüller dort 1957 das Abitur am Staatlichen Besselgymnasium ab. Von 1957 bis 1962 studierte er an den Universitäten Göttingen und München Humanmedizin und wurde 1963 in Göttingen mit der Dissertation Strahlenfibrose der Lunge zum Dr. med. promoviert. Während des Studiums wurde er Mitglied der Burschenschaft Brunsviga und später Alter Herr. Nach zwei Jahren Medizinalassistentenzeit und Approbation arbeitete er als wissenschaftlicher Assistent im Pathologischen Institut der Universität Göttingen.
1966 begann Winkelmüller eine neurochirurgische Fachausbildung im Evangelischen Krankenhaus Oldenburg. 1969 war er als Stabsarzt am Bundeswehrkrankenhaus Bad Zwischenahn chirurgisch tätig. Von 1969 bis 1971 forschte er als Stipendiat am Max-Planck-Institut in Frankfurt am Main mit reizphysiologischen und faseranatomischen Studien über die funktionelle Bedeutung extrapyramidaler Strukturen. Ferner assistierte er bei stereotaktischen Operationen in der Neurochirurgischen Universitätsklinik Homburg/Saar.
1971 wechselte Winkelmüller an die Neurochirurgische Klinik der Medizinischen Hochschule Hannover, wo er 1972 seine Facharztanerkennung erwarb. 1974 erlangte Winkelmüller die Venia Legendi mit der Habilitationsschrift Die neuronalen und funktionellen Beziehungen zwischen Substantia nigra und Striatum. 1974 wurde er zum Oberarzt in der neurochirurgischen Klinik der Medizinischen Hochschule Hannover und dort 1977 zum außerplanmäßigen Professor und 1978 zum geschäftsführenden Oberarzt ernannt. 1972 führte er in Deutschland die Rückenmarkstimulation zur Behandlung chronischer Schmerzen ein.
1975 setzte er die Kleinhirnstimulation zur Minderung der Spastik bei frühkindlicher Hirnschädigung ein. Experimentell und klinisch entwickelte er mit seinem Team Methoden zur Quantifizierung motorischer Störungen bei Spastik und Rigidität. Seine operative Tätigkeit umfasste das gesamte Spektrum der Neurochirurgie einschließlich der pädiatrischen Neurochirurgie. Neben Vorlesungen im Rahmen der Unfallchirurgie, Neurologie und Endokrinologie richtete Winkelmüller einen interdisziplinären Vorlesungszyklus über Diagnostik und Behandlung chronischer Schmerzen ein. Zusammen mit Neuropädiatern, Orthopäden und Urologen gründete er eine Arbeitsgemeinschaft zur Nachbetreuung operierter Spina-bifida-Kindern.
Von 1983 bis 1992 arbeitete Winkelmüller als Leitender Arzt an der Klinik und Gemeinschaftspraxis für Neurochirurgie der Paracelsus-Klinik Osnabrück. Hier entwickelte er zusammen mit Karl-Heinz Otto die erste deutsche implantierbare Medikamentenpumpe zur intrathekalen Morphin- und Baclofeninfusion bei inkurablen Schmerzen und Spastik.
Von 1992 bis 1995 war er Neurochirurg an der Paracelsus-Klinik Langenhagen und von 1995 bis zu seinem Ruhestand 2003 Leitender Arzt der Klinik und Gemeinschaftspraxis für Neurochirurgie am Evangelischen Diakoniekrankenhaus Friederikenstift Hannover (DIAKOVERE Friederikenstift). Von 1999 bis 2008 war Winkelmüller 1. Vorsitzender der Freunde des Ev. Diakoniewerks Friederikenstift und seiner Schwesternschaft. Mit Hilfe des Vereins und Spendenmitteln baute er zwischen 2000 und 2007  das erste Zentrum für Palliativmedizin (ambulant und stationär, Ausbildungskurse für Ärzte) in Hannover auf.
2020 wurde Winkelmüller mit der Otfrid-Foerster-Medaille der Deutschen Gesellschaft für Neurochirurgie ausgezeichnet.

## Mitgliedschaften und Ämter
- 1975: Gründungsmitglied der „Gesellschaft zum Studium des Schmerzes Deutschland, Österreich, Schweiz“ in Florenz
- 1988–1996: Vorsitzender der „Sektion Schmerz“ der „Deutschen Gesellschaft für Neurochirurgie“
- 1992–1996: Mitherausgeber der Zeitschrift „Der Schmerz“
- 1994–2000: Mitglied des Advisory Boards der „International Society of Neuromodulation“ (INS)
- 1995–1999: Vizepräsidenten der „Deutschen Interdisziplinären Vereinigung für Schmerztherapie“ (DIVS)
- 1997/1998: Vizepräsident der Arbeitsgruppe Neuromodulation der „Europäischen Föderation der International Association for the Study of Pain“ (IASP)
- 2005: Gründungsmitglied der „Deutschen Gesellschaft für Neuromodulation“ (DGNM)
- 1982: Ehrenmitglied der „Brasilianischen Gesellschaft für Funktionelle Neurochirurgie und Stereotaxie“
- 2009: Ehrenmitgliedschaft der „Deutschen Gesellschaft für Neuromodulation“ (DGNM)

## Publikationen
- Wolfhard Winkelmüller: Zwischen Kreuz und Schwert: aus dem wechselvollen Leben eines Ritters vom Steinhuder Meer. Niemeyer, Hameln 2002, ISBN 3-8271-9040-1.
- Wolfhard Winkelmüller: Begegnung mit Bischof Sigward von Minden: eine Führung durch die romanische Grabeskirche in Idensen. Niemeyer, Hameln 2006, ISBN 3-8271-9185-8.
- Wolfhard Winkelmüller: Pilgern im alten Bistum Minden: unterwegs auf dem Sigwardsweg von Minden nach Idensen. Niemeyer, Hameln 2009, ISBN 978-3-8271-9186-1.
- Wolfhard Winkelmüller: Auf nach Jerusalem – mit Heinrich dem Löwen auf Pilgerreise. Schlosser, Friedberg 2013, ISBN 978-3-86937-388-1.
- Wolfhard Winkelmüller: Wohnt die Seele im Gehirn?  Schlosser, Friedberg 2018, ISBN 978-3-96200-056-1
- Wolfhard Winkelmüller: Tränen, die nicht trocknen - Von Weimar bis zum Untergang des Dritten Reichs. NOEL-Verlag, Oberhausen/ Obb. 2019, ISBN 978-3-95493-327-3
- Die neuronalen und funktionellen Beziehungen zwischen Substantia nigra und Striatum und ihre Bedeutung für das psychomotorische Verhalten, 1973
- Strahlenfibrose der Lunge und deren Behandlung mit Prednisolon und Terramycin - Göttingen, 1963